# 前橋ハリストス正教会

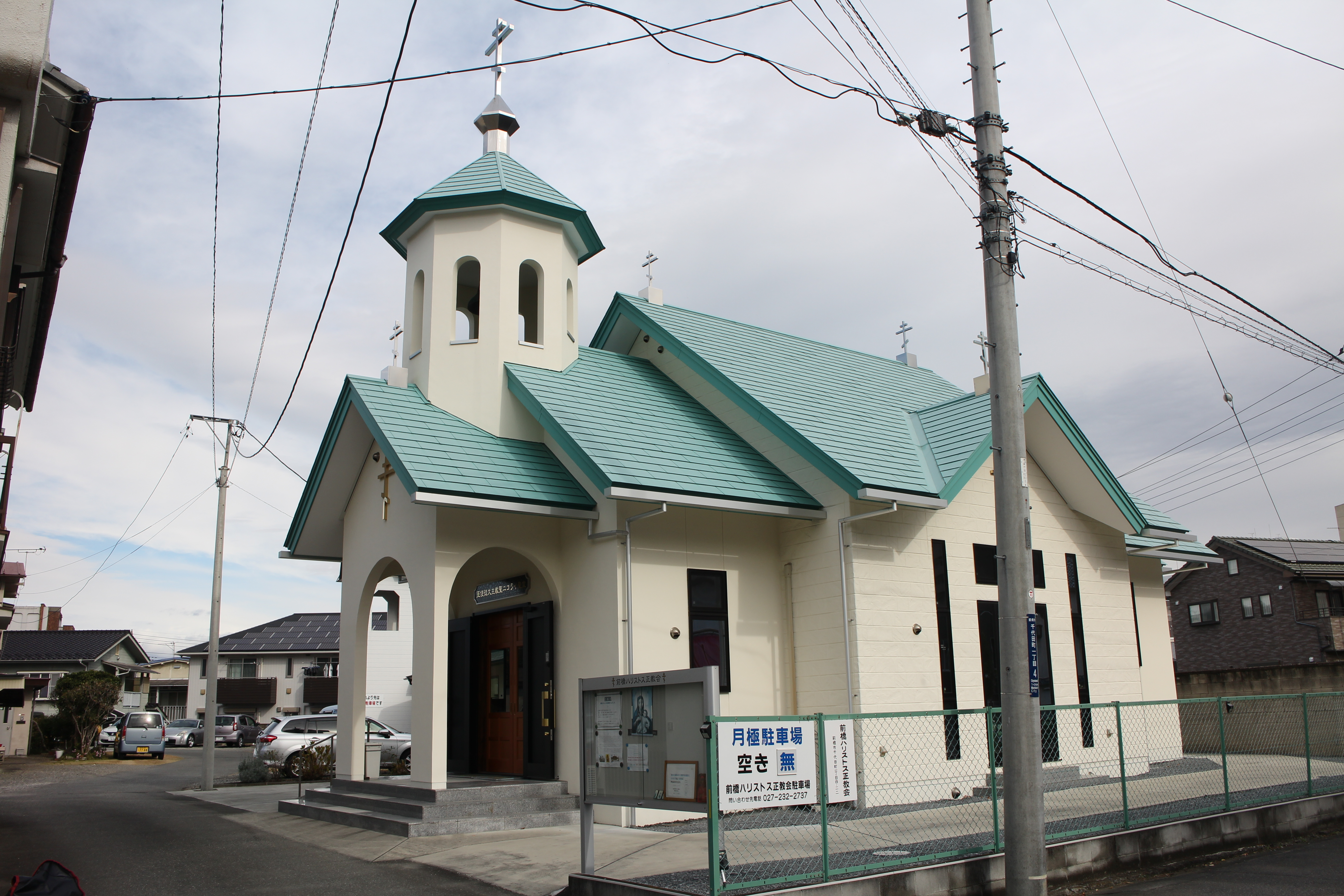
外観

前橋ハリストス正教会（まえばしハリストスせいきょうかい）は、群馬県前橋市にある日本ハリストス正教会の教会。

## 沿革
- 1878年 - 大渡製糸場内に前橋降臨仮教会として設立[1]。
- 1884年 - 現在の千代田町に初代「降誕会堂」を建設[1]。
- 1945年 - 降誕会堂空襲で焼失[2]。
- 1972年 - 初代「亜使徒大主教聖ニコライ聖堂」が再建[2]。イコノスタスのイコンが世界遺産、ロシアの至聖三者セルギィ大修道院で制作される。
- 2015年 - 老朽化と狭小のため、「亜使徒大主教聖ニコライ聖堂」の二代目を建立[3]。内部のイコノスタスは先代聖堂のものを解体して移設された。